# Tuliszków
Tuliszków este un oraș în Polonia. În 2015 avea 3369 de locuitori.